# Північна затока
Північна затока (рос. Северный залив) — затока Охотського моря, що на 7,5 км вдається у східний берег Сахалінської затоки між мисом Єлизавети (54°25′24.13″ пн. ш. 142°42′14.44″ сх. д. / 54.4233694° пн. ш. 142.7040111° сх. д.) та за 32 км на захід—південний захід від нього мисом Марії (54°18′18.07″ пн. ш. 142°16′6.24″ сх. д. / 54.3050194° пн. ш. 142.2684000° сх. д.), що на північнозахідній стороні півострова Шмідта; найпівнічніша затока острова Сахаліну. Знаходиться в акваторії Охинського міського округу Сахалінської області Російської Федерації. Відкрита і названа у 1805 році учасниками першої російської навколосвітньої подорожі на «шлюпі Надія» під командуванням капітан-лейтенанта Івана Федоровича Крузенштерна.
У районах мисів Єлизавети і Марії береги гористі, скелясті та урвисті. У берег вершини затоки вдаються затоки Куегда (54°17′39.12″ пн. ш. 142°36′21.24″ сх. д. / 54.2942000° пн. ш. 142.6059000° сх. д.) і Неурту (54°15′26.35″ пн. ш. 142°32′12.19″ сх. д. / 54.2573194° пн. ш. 142.5367194° сх. д.), відокремлені низинними піщаними косами. Глибини понад 10 м. На березі було розташоване рибацьке селище Ниврово.